# يانغ رونغ
ولد يانغ رونغ في يانغ سو سنة 1946. انتقل مع عائلته سنة 1957 إلى بكين حيث كان يعمل والده وبعد أن أنهى دراسته الثانوية التحق بأكاديمية الصين الوسطى للفنون الجميلة 1966 . اضطر إلى قطع دراسته مؤقتا سنة 1967 بسبب الأحداث السياسية في الصين وأعمال الشغب، فتطوع الشاب البالغ من العمر آنذاك 21 عاما للعمل في سهوب منغوليا الداخلية، وبالتحديد ضمن لواء أو جيمشن الشرقي، حيث عاش وعمل مع السكان المحليين من البدو حتى بلغ الـ33 من عمره.كان قد اصطحب معه في ذلك الوقت صندوقين يحتويان كتبا من الأعمال الكلاسيكية للثقافة الغربية المترجمة إلى اللغة الصينية ، وأمضى 11 سنة منهمكا بدراسة مكثفة خاصة بتاريخ الشعب المنغولي وتقاليده وثقافته، مما طور لديه انبهارا تدريجيا بالميثولوجبا وبخاصة تلك التي تحيط بالذئاب على السهوب المغولية، حيث كان يمضي الكثير من أوقات فراغه بلإستماع إلى القصص والأساطير المتوارثة هناك والتي يدور معظمها حول الذئاب ، وقد قام بالفعل بتربية ذئب صغير يتيم ليدرس عن قرب سلوكة، وليكتشف سر تبجيل سكان سهوب منغوليا للذئاب، والدروس التي استنبطوها منهم في تاريخهم القديم الذي حققوا خلاله انتصارات عجيبة .وقد نتج من خلال دراسته وتجربته الشخصية رواية رمز الذئب